# Primelgewächse
Die Pflanzenfamilie der Primelgewächse (Primulaceae), auch Schlüsselblumengewächse genannt, gehört zur Ordnung der Heidekrautartigen (Ericales) innerhalb der Bedecktsamigen Pflanzen. Primelgewächse sind weltweit von der Dauerfrostzone bis in die Tropen zu finden.

## Beschreibung
Es sind krautige Pflanzen oder verholzende Pflanzen. Die krautigen Arten sind seltener einjährig, meistens ausdauernd und bilden Rhizome oder Knollen als Überdauerungsorgane oder Stolonen aus. Die verholzenden Pflanzen haben ein breites Spektrum an Wuchsformen von Halbsträuchern über Sträucher zu Bäumen und Lianen. Einige Taxa enthalten farbigen Milchsaft in schizogenen Kanälen.
Die Laubblätter sind wechselständig und spiralig oder gegenständig, oft in grundständigen Rosetten oder am Stängel verteilt angeordnet (Phyllotaxis). Die gestielten oder ungestielten Laubblätter sind meist einfach. Auf den Blattspreiten sind oft dunkle Punkte oder Linien aus Drüsen. Die Blattränder können glatt bis gezähnt sein. Nebenblätter fehlen.

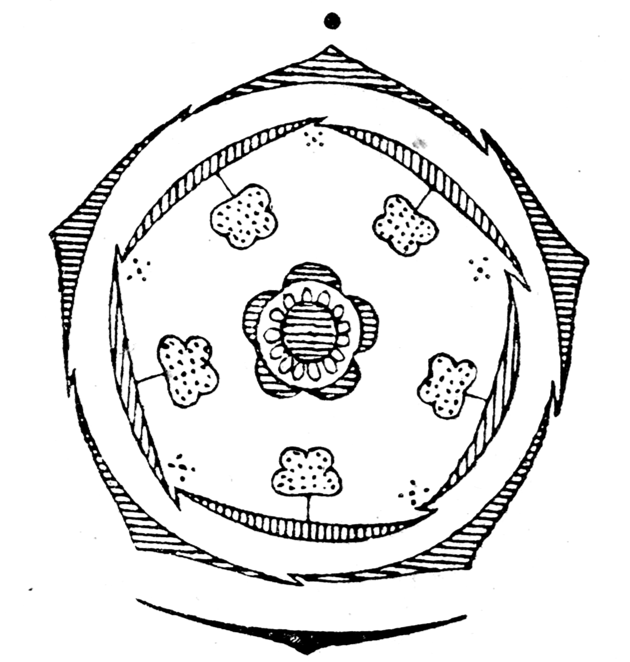
Blütendiagramm von Primula.

Die Blüten stehen einzeln oder in unterschiedlich gestalteten Blütenständen.
Die zwittrigen, radiärsymmetrischen Blüten sind meist fünfzählig (drei- bis neunzählig) und mit doppelten Perianth. Die grünen Kelchblätter sind verwachsen. Die Kronblätter sind gewöhnlich untereinander verwachsen (Sympetalie); bei Glaux fehlen sie; bei einigen Taxa sind die Kronblätter mehr oder weniger tief zweigeteilt. Es sind ein oder zwei Kreise mit meist fünf freien Staubblättern vorhanden. Fünf Fruchtblätter sind zu einem meist oberständigen Fruchtknoten verwachsen. Der Fruchtknoten enthält einige bis viele Samenanlagen in freier zentraler Plazentation. Es ist ein Griffel mit einer Narbe vorhanden. Heterostylie ist häufig. Die Bestäubung erfolgt durch Insekten (Entomophilie).
Am häufigsten trifft folgende Blütenformel zu: {\displaystyle \star K_{(5)}\;[C_{(5)}\;A_{5}]\;G_{\underline {(5)}}}
Es werden meist Kapselfrüchte gebildet, die selten einen, meist zwei bis 100 ölhaltige Samen enthalten.
Viele Primelarten produzieren als Drüsensekret das Benzochinonderivat Primin, das bei Kontakt Hautreizungen verursachen kann.

## Systematik und Verbreitung

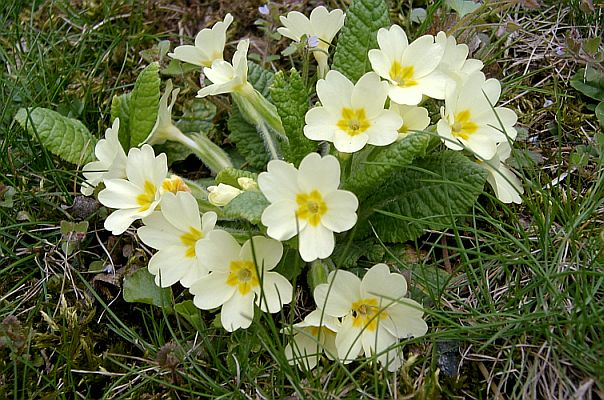
Die Primel ist eine durch Zucht erschaffene Hybride, der echten Schlüsselblume

Die gültige Erstveröffentlichung des Familiennamens Primulaceae erfolgte 1794 durch August Batsch in Synopsis Universalis Analytica Generum Plantarum 2: 395. 1794. Typusgattung ist Primula L.
Primulaceae s. l. sind weltweit von der Dauerfrostzone bis in die Tropen verbreitet.
Innerhalb der Ordnung der Ericales sind Primulaceae eine Schwestergruppe der Ebenaceae und diese beiden stehen den Sapotaceae am nächsten.
Die Familie der Primulaceae wurde oft neu gegliedert und die Zahl der Gattungen schwankt in den Bearbeitungen stark. Die neueste Auffassung der Familie nach APG III umfasst alle Taxa, die früher in die Ordnung der Primulales Lindl. gestellt wurden. Stevens behandelt daher die früheren Familien im Rang von Unterfamilien.
Im Umfang nach APG IV enthält die Familie der Primulaceae s. l. 58 Gattungen mit etwa 2590 Arten. Die Familie der Primulaceae in ihrem weit gefassten Umfang wird in vier Unterfamilien gegliedert (zu den Gattungen siehe dort):
- Unterfamilie Maesoideae: Sie enthält nur eine Gattung mit etwa 150 verholzenden Arten in der Paläotropis:
  - Maesa Forssk.
- Unterfamilie Theophrastoideae (Bartl.) A.DC.: Sie enthält sechs bis neun Gattungen mit etwa 105 Arten. Sie sind hauptsächlich in der Neuen Welt beheimatet. In der Alten Welt sind Arten beispielsweise von Europa bis Kleinasien, in der Capensis, Australien und Neuseeland beheimatet. Es gibt mehr Arten in den Tropen als in den Subtropen oder Gemäßigten Gebieten.
- Unterfamilie Primuloideae: Sie enthält neun bis zwölf Gattungen. Es sind krautige Pflanzen mit sehr weiter Verbreitung hauptsächlich auf der Nordhalbkugel.
- Unterfamilie Myrsinoideae: Sie enthält etwa 41 Gattungen mit etwa 1435 Arten mit fast weltweiter Verbreitung, aber mehr Arten in den Tropen als in den Gemäßigten Gebieten. Es sind verholzende und krautige Pflanzen.

## Bestimmungsschlüssel
- Bestimmung der in Deutschland vorkommenden Primelgewächse.